# 江川多喜雄
江川 多喜雄（えがわ たきお、1934年 - 2013年10月）は、日本の小学校教師・理科教育者。

## 人物・来歴
長野県生まれ。長野県松本深志高等学校を経て、東京学芸大学卒業。板橋区蓮根第二小学校など、東京都小学校教諭。
科学教育研究協議会会員、この本だいすきの会会員、自然科学教育研究会代表。

## 著書
- 『たのしくわかる理科 3年の授業』（あゆみ出版） 1978.6
- 『理科どう教えるか 1　理科工作』（新生出版） 1981.2
- 『低学年の生きものさがし 自然に働きかける学習』（あゆみ出版） 1982.6
- 『ヒトのからだをどう教えるか』（日本書籍、のびのび教室・理科） 1985.9
- 『動物、昆虫、花、生き物の不思議 理科3』（汐文社、5・6年生の勉強室 9） 1989.2
- 『みつけたみつけたタネいっぱい』（ かみやしん絵、童心社、かがくみてみようやってみよう） 1989.9
- 『カマキリはともだち』（藤本四郎絵、童心社、かがくみてみようやってみよう） 1990.2
- 『1,2年の自由研究 手、指をつかう つくってあそぶ 改訂版』（草土文化） 1990.3
- 『3,4年生の自由研究 町や村の、近くの自然をテーマに 改訂版』（草土文化） 1990.3
- 『5,6年生の自由研究 まわりの自然から世界まで 改訂版』（草土文化） 1990.6
- 『新たのしくわかる理科 3年の授業』（あゆみ出版） 1992.11
- 『1・2年生の自然に働きかける学習』（あゆみ出版） 1992.8
- 『科学で遊ぼ おもしろ実験ランド』（木村研イラスト、いかだ社、遊ブックス） 1995.7
- 『輪ゴムのメカ のびるもどる身近な工作』（木村研絵、星の環会、つくるメカシリーズ） 1995.7
- 『小学生のための自由研究・宿題アイディアブック』1 - 3（草土文化） 1996.4
- 『紙ざら・紙コップのメカ 身近な工作』（木村研絵、星の環会、つくるメカシリーズ） 1997.8
- 『1・2年生の新自由研究 つくってあそんでたのしくしらべる』（草土文化） 1999.3
- 『3・4年生の新自由研究 つくってあそんでたのしくしらべる』（草土文化） 1999.4
- 『5・6年生の新自由研究 つくってあそんでたのしくしらべる』（草土文化） 1999.4
- 『小学校理科の学力 科学的な見方・考え方を育てる到達目標&教材』（子どもの未来社） 2003
- 『なぜあるの? めしべとおしべ』（文・写真、童心社、植物のふしぎシリーズ） 2007.12
- 『なかまがわかるよ、花のかたち』（文・写真、童心社、植物のふしぎシリーズ） 2007.12
- 『植物にもへそがある!?』（文・写真、童心社、植物のふしぎシリーズ） 2007.12
- 『小学校理科「身近な自然の観察」』（子どもの未来社） 2009.7
- 『マグロをそだてる 世界ではじめてクロマグロの完全養殖に成功!』（高橋和枝絵、熊井英水監修、アリス館） 2009.7
- 『写真でわかる花と実』（著・写真、子どもの未来社） 2011.6
- 『本質がわかる・やりたくなる理科の授業 6年』（子どもの未来社） 2011.8
- 『写真でわかる花と虫』（著・写真、子どもの未来社） 2012.1

### 共編著・監修
- 『理科わたしならこうする3年』（編、国土社） 1974
- 『虫のたべるひみつ』（高家博成共著、帆足次郎え、草土文化、花はな虫むし） 1987.12
- 『みんなのくうき』（やべみつのり絵、童心社、かがくみてみようやってみよう) 1987.3
- 『理科これだけはおさえたい 高学年 1 生物の世界が見えてくる授業』（編、国土社） 1987.4
- 『虫のふえるひみつ』（高家博成共著、浅野りじえ、草土文化、花はな虫むし） 1988.1
- 『草花のうごくひみつ』（真船和夫共著、たかはしきよしえ、草土文化、花はな虫むし） 1988.2
- 『花の咲くひみつ』（真船和夫共著、たかはしきよしえ、草土文化、花はな虫むし） 1988.3
- 『虫のくる花のひみつ』（高家博成共著、たかはしきよしえ、草土文化、花はな虫むし） 1988.3
- 『ぼくらはむしさがしたんていだん』（高橋透共著、童心社、かがくみてみようやってみよう） 1988.7
- 『虫のうごくひみつ』（高家博成共著、浅野りじえ、草土文化、花はな虫むし） 1988.8
- 『台所のかがく』全3巻（編著、大月書店） 1991.6
- 『人のからだの学習 2(小学校高学年) (ヒトの生と性を学ぶ)』（編著、新生出版） 1994.7
- 『人のからだの学習 1(小学校低学年) (ぼくのわたしのからだをさぐる)』（編著、新生出版） 1995.5
- 『地震学校 先生たちの神戸大地震』（編著、星の環会） 1995.8
- 『心障児学級の12ヵ月』（編著、星の環会） 1996.9
- 『人体のふしぎ子どものなぜ?に答える科学の本』（編著、いかだ社、遊ブックス） 1998.2
- 『校庭の科学 生きもの観察ランド』（関口敏雄共編著、いかだ社、遊ブックス） 1998.5
- 『ふしぎっておもしろい! かんたん科学あそび』（編著、草土文化） 1999.12
- 『日本の地震と大地を学ぶ 地震学校より』第2版（觜本格他著、編著、星の環会） 1999.3
- 『科学で遊ぼ 台所は実験室 ふしぎなことがよ～くわかる14章』（編著、いかだ社、遊ブックス） 2001.4
- 『はて・なぜ・どうしてクイズエネルギーとくらし』（鷹取健共著、合同出版、環境問題チャレンジブック） 2002.10
- 『まるごと科学工作 走る!光る!動く!ふしぎがいっぱい』（編著、いかだ社、遊youランド） 2002.2
- 『これだけは教えたい理科 新学習指導要領で削除された「教科書にない」重要内容とは』（編著、いかだ社） 2002.4
- 『理科3年の授業』（編著、星の環会、基礎的な内容を楽しく学ぶ） 2002.5
- 『理科6年の授業』（編著、星の環会、基礎的な内容を楽しく学ぶ） 2002.8
- 『すぐできるしぜん体験ゲーム フィールドワークに役立つ 冬・夏・春・秋』（監修、学習研究社） 2004.3
- 『教室でできるクイック科学遊び 「ふしぎ」を楽しむ遊び・ゲームベスト44』（編著、いかだ社） 2004.3
- 『どうする小学校理科 新学習指導要領の検討 2008』（小佐野正樹, 高橋洋共著、子どもの未来社） 2008.7
- 『10分でわかる!かがくのぎもん 1-4年生』（編著、実業之日本社、なぜだろうなぜかしら） 2012.12
- 『そのまま授業にいかせる生活科 ねらい・学習内容・展開』（編著、合同出版） 2012.9
- 『教室で教えたい放射能と原発 子どもと考える授業のヒント』（浦辺悦夫共著、いかだ社） 2013.4

## 翻訳
- 『やさしい星ずかん』(パトリック・ムーア、ポール・ドーティイラスト、監訳、ほるぷ出版） 1996.6
- 『世界の地理トップ10 いろいろな地形・さまざまなくらし』(ニール・モリス, バネッサ・カード 本文イラスト、日本語版監修、鈴木出版） 1999.4